# Myrmecophantes ithomeides
Myrmecophantes ithomeides là một loài bướm đêm trong họ Geometridae.